# Мзисеули
Мзисеули (груз. მზისეული) или Ахыста (абх. Ахыста) — село в Абхазии, в Гулрыпшском районе частично признанной Республики Абхазия, согласно административному делению Грузии — в Гульрипшском муниципалитете Абхазской Автономной Республики. К западу находится село Цабал (Цебельда).

## Население
В 1959 году в селе Мзисеула (Мзисеули) жило 397 человек, в основном армяне (в Цебельдинском сельсовете в целом — 2225 человек, в основном армяне, а также грузины). В 1989 году в селе жило 271 человек, в основном армяне.